# Promethearchaeia
Promethearchaeia ist eine Klasse von Archaeen. Derzeit (Stand 4. Juni 2025) ist sie die einzige Klasse des Phylums Promethearchaeota innerhalb des Reiches der Asgard-Archaeen (Promethearchaeati) und besteht ihrerseits nur aus einer offiziell anerkannten Ordnung Promethearchaeales, diese wiederum aus der einzigen gültig veröffentlichten Familie Promethearchaeaceae.
Auch wenn besagte Taxa in der offiziellen Systematik monotypisch sind, also jeweils nur ein einziges Subtaxon umfassen, so kann es durchaus Vorschläge für jeweils weitere Mitglieder geben, die dann Schwestertaxa zu dem bisherigen offiziellen Subtaxon darstellen.
Die Klasse bzw. das Phylum umfasst die Mitglieder der früher als Deep Sea Archaeal Group (DSAG) oder auch Marine Benthic Group B (MBG-B) bezeichneten Archaeengruppen.
Dazu gehören insbesondere die als Lokiarchaeen bekannten Vertreter, ehemals sensu lato als Phylum „Ca. Lokiarchaeota“ bzw. sensu stricto als Familie „Ca. Lokiarchaeaceae“.
Als typische Asgard-Archaeen gehören der Familie und damit der Klasse die zuerst anhand der Metagenomik-Gensequenz GC14_75 identifizierte Kandidatengattung „Ca. Lokiarchaeum“ an.
Es folgte 2019/2020 nach 12 Jahren Forschungsarbeit die (Co-)Kultivierung durch Hiroyuki Imachi et al. der inzwischen gültig veröffentlichen Spezies (Typusart) Promethearchaeum syntrophicum (Stamm MK-D1).
Zur Jahreswende 2022/2023 wurde nach diesmal sechs Jahren Forschungsarbeit die erfolgreiche Co-Kultivierung einer weiteren Spezies, Ca. Lokiarchaeum ossiferum (Stamm Loki-B35), bekannt gegeben.
Für diese immer umfangreichere Verwandtschaftsgruppe wurde 2017 erstmals die Bezeichnung „Asgard“ vorgeschlagen (Supergruppe der Asgard-Archaeen, heute offiziell Reich (Biologie) Promethearchaeati).
Dieses Reich (englisch kingdom) umfasst neben den Lokiarchaeen deren Schwesterklassen „Ca. Odinarchaeia“, „Ca. Heimdallarchaeia“ und andere.
Zusammen bilden die Asgard-Archaeen eine Schwesterklade des TACK-Superphylums (heute Reich Thermoproteati) innerhalb der übergeordneten Supergruppe „Proteoarchaeota“ („Proteoarchaea“).
Obgleich Mitglieder der Klasse bzw. der Familie der Lokiarchaeen als Archaeen Prokaryoten sind, finden sich in ihnen einige Gene, welche bislang nur bei Tieren, Pflanzen, Pilzen und anderen Eukaryoten gefunden wurden, sogenannte eukaryotische Signaturgene.
Die Asgard-Archaeen (und unter ihnen die zuerst entdeckten Lokiarchaeen) werden daher auch als eine Art Missing Link zwischen Archaeen und Eukaryoten angesehen. Seit der Entdeckung weiterer Gruppen der Asgard-Archaeen (insbesondere der Heimdallarchaeen) wird diskutiert, welche dieser Gruppen den Eukaryoten am nächsten steht. Es sind daher weitere Untersuchungen nötig, um den Ausgangspunkt und die Zwischenschritte dieses evolutionären Übergangs und ihre Reihenfolge aufzuklären.
Das organische Material, in dem die spezielle genetische Signatur der Lokiarchaeen identifiziert wurde, stammt aus Proben von marinen Sedimenten, die in einem Geothermalgebiet in der arktischen Tiefsee zwischen Nordwesteuropa und Grönland entnommen wurden (im Mohn-Knipovich-Bogen am nordöstlichen Ende des Mohn-Rückens, im Übergang zum Knipovich-Rücken). Dieses Geothermalgebiet wurde wegen der bizarren Formen der Schlote seiner Schwarzen Raucher von seinen Entdeckern „Lokis Schloss“ (englisch Loki’s Castle) genannt. Der Kandidatenname „Lokiarchaeum“ (ebenso wie die frühere Bezeichnung „Ca. Lokiarchaeota“) nimmt zudem darauf Bezug, dass die Lokiarchaeen ihre Zellform ändern können und der nordische Gott Loki, der Sage nach, ein Formwandler war.

## Systematik

### Äußere Taxonomie der Lokiarchaeen und Bedeutung in der Evolution

Stellung der Lokiarchaeen und der Wurzel der Eukaryoten im Stammbaum der Archaeen, vereinfacht nach Spang et al. Es basiert auf der Auswertung der Gene von 36 Proteinen, die bei Eukaryoten typisch und hoch konserviert sind. Da sich aus der Analyse dieser Gene nur bedingt auf die Wurzel der Archaeen schließen lässt, wurde der obere Teil des Stammbaums vereinfacht. Die hochgestellten Nummern sind die Taxonomie-Nummern in der Universal Protein Resource (UniProt).

Eine der drei damals gefundenen Teilgenome (Loki1 = Lokiarchaeum, Loki2 und Loki3; vgl. Abbildung) weist einen signifikant niedrigeren GC-Gehalt als die beiden anderen auf. Das bedeutet, dass sie einen unterschiedlichen Gehalt der DNA-Basen Guanin und Cytosin in ihrer DNA aufweisen. Dieser Unterschied kann nur aus einer erheblichen Menge an unterschiedlichen Punktmutationen der beiden Äste der Lokiarchaeen resultieren.
Die vergleichende Untersuchung der Genome von Lokiarchaeum ossiferum und denen von bekannten Eukaryoten lässt stark vermuten, dass diese Organismen eine gemeinsame phylogenetische Vergangenheit und einen gemeinsamen monophyletischen Stammbaum haben.
Das allgemein anerkannte Drei-Domänen-Modell von Carl Woese teilt alle zellulären Lebewesen ein in Archaea, Bakterien und Eukaryoten. Eukaryoten sind alle Vielzeller wie Tiere, Pilze, Pflanzen und die Protozoen. Sie sind gemeinsam charakterisiert durch ihre großen, hoch entwickelten Zellen, deren Energiehaushalt durchweg auf mitochondrialen ATP-Synthasen beruht und bei denen die DNA in eine Kernmembran eingebettet ist. Bakterien und Archaeen sind anscheinend ihre Vorfahren, und es wurden 3,8 Milliarden Jahre alte fossile Spuren der Lipide von Archaeen gefunden. Die Evolution der Eukaryoten war vermutlich erst vor 1,6 bis 2,1 Milliarden Jahren abgeschlossen. Für diese Evolution aus prokaryotischen Archaeen ist Lokiarchaeum anscheinend ein Missing Link. Dessen letzter gemeinsame Vorfahr mit den Eukaryoten hatte vor ca. zwei Milliarden Jahren vermutlich die Gene entwickelt, die unabdingbar für das Entstehen der komplexen eukaryotischen Zellstrukturen waren und dafür wie ein „Starter-Kit“ wirkten.

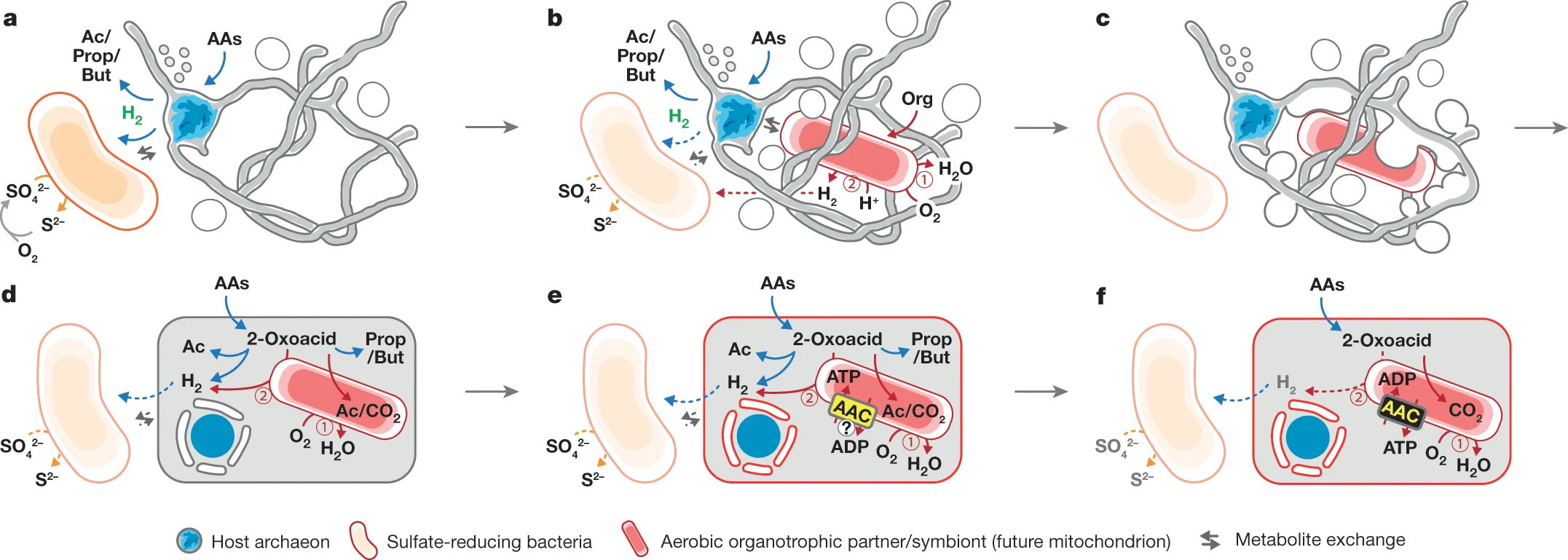
E^{3}-Modell der Eukaryogenese

Die Zellen von Promethearchaeum syntrophicum haben lange „Tentakel“, in denen Partnermikroben nisten, welche ihm womöglich als „Protomitochondrien“ verbesserte Überlebenschancen bei steigendem Sauerstoff während der Großen Sauerstoffkatastrophe ermöglichen konnten und von den Tentakeln – als Vorfahren der Mitochondrien – umschlossen und endogenisiert wurden. Laut ihrem E3-Modell fand so die Eukaryogenese statt.
Entsprechend kladistischer Argumentation wären dann die Eukaryota (und damit der Mensch) ebenfalls der Asgard-Gruppe zugehörig. Ein Gegenmodell nennt sich „Ring des Lebens“ (englisch ring of life). Hier wird die Bedeutung der Alphaproteobakterien als Proto-Mitochondrien hervorgehoben. Die Eukaryonten entstehen aus einem Verschmelzungsprozess, fie (weiterhin) eine eigene Domäne für sie berechtigt erscheinen lässt.
Eine Zusammenfassung der Diskussion findet sich bei Traci Watson (2019).

### Innere Systematik
Der taxonomische Rang der Asgard-Teilgruppen ist derzeit (2019–2025) noch in Diskussion. Je nach Rang tragen die bezeichneten Taxa dann Namen mit je nach Autor unterschiedlichen Endungen. Mit der Einführung von kingdom, deutsch ‚Reich‘, lateinisch regnum als taxonomischem Rang bei Prokaryoten in der List of Prokaryotic names with Standing in Nomenclature (LPSN) und der Taxonomie des National Center for Biotechnology Information (NCBI) war eine Reorganisation der Systematik der Prokaryoten verbunden. Die Genome Taxonomy Database (GTDB) ist daran bisher nur teilweise angepasst. Mit Stand 1. Juni 2025 ist diese für die Lokiarchaeen wie folgt (Mitglieder aus Metagenomik nur beispielhaft):
Phylum Promethearchaeota Imachi et al. 2024 [„Ca. Lokiarchaeota“ corrig. Spang et al. 2015, „Ca. Lokiarchaeia“ Bulzu et al. 2019 Deep Sea Archaeal Group, DSAG, Marine Benthic Group B, MBG-B — „Candidatus Baldrarchaeia“ Liu et al. 2021, „Ca. Borrarchaeota“ Liu et al. 2021, „Ca. Hermodarchaeota“ Liu et al. 2021, „Ca. Njordarchaeota“ Xie et al. 2022, „Ca. Odinarchaeota“ Zaremba-Niedzwiedzka et al. 2017, „Ca. Wukongarchaeota“ Liu et al. 2021]
- Klasse Promethearchaeia Imachi et al. 2024 [„Ca. Lokiarchaeia“ Spang et al. 2015[5], c__Lokiarchaeia (GTDB)]
  - Ordnung Promethearchaeales Imachi et al. 2024 [Sigynarchaeales (GTDB), früher o__CR-4 (GTDB)]
    - Familie Promethearchaeaceae Imachi et al. 2024 [f__MK-D1 (GTDB)]
      - Gattung „Ca. Harpocratesius“ Wu et al. 2022[26]
        - Spezies „Ca. Harpocratesius repetitus“ Wu et al. 2022, mit
          - Stamm FW102 – Fundort: Auka-Hydrothermalfeld im südl. Pescadero-Becken, Golf von Kalifornien[26][7]

        - Spezies Harpocratesius sp018238965 (GTDB) [früher Prometheoarchaeum sp018238965 (GTDB), Ca. Lokiarchaeota archaeon isolate HM1_B6_4 (NCBI), Promethearchaeota archaeon isolate HM1_B6_4 (NCBI)], mit
          - Stamm HM1_B6_4 – Fundort: die kalte Quelle Haima (englisch Haima cold seep)[27] im Südchinesischen Meer[28][27]

      - Gattung „Ca. Lokiarchaeum“ corrig. Spang et al. 2015 [„Ca. Lokiarchaeon“ Spang et al. 2015, früher „Loki1“],[29] mit Spezies „Ca. Lokiarchaeum ossiferum“ und Ca. Lokiarchaeum sp. GC14_75 [„Archaeon Loki“][5][30][29]
      - Gattung Promethearchaeum Imachi et al. 2024 (bzw. „Ca. Promethearchaeum“) corrig. Imachi et al. 2020, „Ca. Prometheoarchaeum“ Imachi et al. 2020, früher Loki4[29] mit Spezies Promethearchaeum syntrophicum
      - Gattung AMARA-1 (GTDB)
        - Spezies AMARA-1 sp004524545 (GTDB) [inkl. Ca. Lokiarchaeota archaeon isolate AMARA_1 (NCBI), früher Ca. Lokiarchaeota archaeon isolate AMARA_1 (NCBI)], mit
          - Stamm AMARA_1 – Fundort: Sediment des Lacul Amara, Amara (Ialomița), Rumänien

        - Spezies AMARA-1 sp016933055 (GTDB) [inkl. Promethearchaeota archaeon isolate Zod_Metabat.1044 (NCBI), früher Ca. Lokiarchaeota archaeon isolate Zod_Metabat.1044 (NCBI)], mit
          - Stamm Zod_Metabat.1044 – Fundort: Metagenomik aus Süßwasser-Sediment, Zodletone Spring nahe Anadarko (Oklahoma)[31]

        - Spezies: Promethearchaeota archaeon isolate FT2_030 [früher AMARA-1 sp016839385 (GTDB), mit Ca. Lokiarchaeota archaeon isolate FT2_030 (NCBI)], mit
          - Stamm FT2_030 – Fundort: marine Küstensedimente im Futian Nature Reserve, Shenzhen, China

        - Spezies: Promethearchaeota archaeon isolate YT2_012 [früher AMARA-1 sp016839865 (GTDB), mit Ca. Lokiarchaeota archaeon isolate YT2_012 (NCBI)], mit
          - Stamm YT2_012 – Fundort: marine Küstensedimente im Schwanensee-Naturreservat, Rongcheng, Shandong, China

      - Gattung WJKO01 (GTDB)
        - Spezies WJKO01 sp014729055 (inkl. Promethearchaeota archaeon isolate Bin_342 (NCBI)), mit
          - Stamm Bin_342 (GTDB) [Archaeon Loki2/3 (NCBI)]
          - Spezies Archaeon Loki2/3 isolate MAG_105 (NCBI), mit
            - Stamm MAG_105[5][A. 2] – Fundort: Mikrobiom in marinen Sedimenten der Araon Mounds[32][33][34] in der Tschuktschensee (Arktischer Ozean)[35]

      - Gattung/Klade „Loki2“[29][36][A. 2]
      - Gattung/Klade „Loki3“[29][37][A. 2]
        - Spezies Ca. Promethearchaeota archaeon isolate AMARA_2S (NCBI) [früher Ca. Promethearchaeota/Lokiarchaeota archaeon isolate AMARA_2S (NCBI)], mit
          - Stamm AMARA_2S – Fundort: Sediment des Amara-Sees, Amara (Ialomița), Rumänien[29]

- Familie Sigynarchaeaceae (in der GTDB Mitglied der Ordnung, dort als Sigynarchaeales bezeichnet)
  - Gattung Sigynarchaeum
    - Spezies „Ca. Sigynarchaeum springense“ Xie et al. 2022, mit
      - Stamm SQRJ_234 – Fundort: Thermalquellen im Kreis Tengchong, Yunnan

    - Spezies Sigynarchaeum sp016932935 [inkl. Promethearchaeota archaeon isolate Zod_Metabat.1055 (NCBI)], mit
      - Stamm Zod_Metabat.1055 – Fundort: Metagenomik aus Süßwasser-Sediment, Zodletone Spring nahe Anadarko (Oklahoma)

  - Gattung JBGLND01
    - Spezies JBGLND01 sp041305945 [inkl. Promethearchaeota archaeon isolate PPR_0005 (NCBI)], mit
      - Stamm PPR_0005 – Fundort: Boden von einem Feuchtgebiet, North Dakota, USA

  - Gattung WJJB01
    - Spezies WJJB01 sp014729935 [inkl. Candidatus Bathyarchaeota archaeon isolate Bin_245 (NCBI)], mit
      - Stamm Fundort: Bin_245 – Fundort: Hamelin(e) Pool, Shark Bay, Australie

- Familie f__CR-4 (GTDB)
  - Gattung CR-4 (GTDB)
    - Spezies CR-4 sp001940655 (GTDB) [Promethearchaeota archaeon CR_4 (NCBI), früher Ca. Lokiarchaeota archaeon CR_4], mit
      - Stamm CR_4 – Fundort: Rifle (Colorado), Sediment im Brunnen D04

- Familie f__SOKP01 (GTDB)
  - Gattung LW40-45 (GTDB)
    - Spezies LW40-45 sp019058445 (GTDB) [inkl. Promethearchaeota archaeon isolate LW40_45 (NCBI), früher Ca. Lokiarchaeota archaeon isolate LW40_45 (NCBI)], mit
      - Stamm LW40_45 – Fundort: Salzwasser-Seesediment des Lake Weyba, Sunshine Coast, Queensland, Australien

    - Spezies LW40-45 sp029856295 (GTDB) [inkl. Promethearchaeia archaeon isolate ABR15 (NCBI)], mit
      - Stamm ABR15 – Fundort: Meeressediment, Aarhusbucht Station M5, Dänemark

    - Spezies: Promethearchaeota archaeon isolate AMARA_7 [früher LW40-45 sp004524515 (GTDB), inkl. Ca. Lokiarchaeota archaeon isolate AMARA_7 (NCBI)], mit
      - Stamm AMARA_7 – Fundort: Sediment des Amara-Sees, Amara (Ialomița), Rumänien

  - Gattung Loki_b32 (GTDB)
    - Spezies: Loki-b32 sp005223125 (GTDB) [inkl. Promethearchaeota archaeon Loki_b32 (NCBI), früher Ca. Lokiarchaeota archaeon Loki_b32 (NCBI)], mit
      - Stamm Loki_b32 – Fundort: im Norden des Südchinesischen Meeres

    - Spezies: Loki-b32 sp016839585 (GTDB) [inkl. Promethearchaeota archaeon isolate YT1_007], mit
      - Stamm YT1_007 (und YT5_1216) – Fundort: Meeressediment, Nationales Schwanen-Naturschutzgebiet Rongcheng, China

    - Spezies: Loki-b32 sp013375485 (GTDB) [inkl. Promethearchaeota archaeon isolate Hel_238_bin13 (NCBI), früher Ca. Lokiarchaeota archaeon isolate Hel_238_bin13 (NCBI)], mit
      - Stamm Hel_238_bin13 – Fundort: Meeressediment, Deutsche Bucht südsüdöstlich von Helgoland

  - Gattung 6H3-1 (GTDB)
    - Spezies 6H3-1 sp019058015 (GTDB) [inkl. Promethearchaeota archaeon isolate 6H3_1 (NCBI), früher Ca. Lokiarchaeota archaeon 6H3-1 (NCBI)], mit
      - Stamm 6H3-1 – Fundort: Hikurangi Subduction Margin

  - Gattung SDNM01 (GTDB)
    - Spezies SDNM01 sp004524385 (GTDB) [inkl. Promethearchaeota archaeon isolate TEKIR_6S (NCBI), früher Ca. Lokiarchaeota archaeon isolate TEKIR_6S (NCBI)], mit
      - Stamm TEKIR_6S – Fundort: Metagenom vom See-Sediment des Techirghiol-Sees, Rumänien

  - Gattung SOKP01 (GTDB)
    - Spezies SOKP01 sp005222975 (GTDB) [inkl. Promethearchaeota archaeon Loki_b31 (NCBI), früher Lokiarchaeia archaeon Loki_b31 (NCBI)], mit
      - Stamm Loki_b31 – Fundort: im Norden des Südchinesischen Meeres

    - Spezies SOKP01 sp004375715 (GTDB) [inkl. Promethearchaeota archaeon isolate E44_bin85 (NCBI), früher Ca. Lokiarchaeota archaeon isolate E44_bin85 (NCBI)], mit
      - Stamm E44_bin85 – Fundort: Tiefsee-Meeressediment im Golf von Mexiko, Atlantik

    - Spezies SOKP01 sp004524725 (GTDB) [inkl. Promethearchaeota archaeon isolate AMARA_5S (NCBI), früher Ca. Lokiarchaeota archaeon isolate AMARA_5S (NCBI)], mit
      - Stamm AMARA_5S – Fundort: Sediment des Lacul Amara, Amara (Ialomița), Rumänien

  - Gattung TEKIR-8 (GTDB)
    - Spezies TEKIR-8 sp004524365 (GTDB) [inkl. Promethearchaeota archaeon isolate TEKIR_8 (NCBI), früher Ca. Lokiarchaeota archaeon isolate TEKIR_8 (NCBI)], mit
      - Stamm TEKIR_8 – Fundort: Metagenom vom See-Sediment des Techirghiol-Sees, Rumänien

- ohne Zuordnung zu einer Gattung oder Familie
  - Spezies Promethearchaeia archaeon isolate B53_G9 (NCBI) [früher Ca. Lokiarchaeota archaeon isolate B53_G9], mit
    - Stamm B53_G9 – Fundort: Guaymas-Becken, Golf von Kalifornien

  - Spezies Ca. Promethearchaeota/Lokiarchaeota archaeon isolate LW60_42 (NCBI) [früher: LW60-42 sp019058515 (GTDB)], mit
    - Stamm LW60_42 – Fundort: Salzwasser-Seesediment des Lake Weyba, Sunshine Coast, Queensland, Australien

  - Spezies Ca. Promethearchaeota/Lokiarchaeota archaeon isolate YT_039 [Lokiarchaeia YT_039]
  - Spezies Ca. Promethearchaeota/Lokiarchaeota archaeon isolate LW40_87 [Lokiarchaeia LW40_87]
  - Spezies Ca. Promethearchaeota/Lokiarchaeota archaeon isolate 6Rcc_29 [Lokiarchaeia 6Rcc_29]
  - Spezies Ca. Promethearchaeota/Lokiarchaeota archaeon isolate YT1_007 [Lokiarchaeia YT1_007]
  - Spezies Ca. Promethearchaeota/Lokiarchaeota archaeon isolate 33X4 [Lokiarchaeia 33X4]
  - Spezies Ca. Promethearchaeota/Lokiarchaeota archaeon isolate MAG_17 [Lokiarchaeia MAG_17]
  - Spezies Ca. Promethearchaeota/Lokiarchaeota archaeon isolate 9R3_44 [Lokiarchaeia 9R3_44]
  - Spezies Ca. Promethearchaeota/Lokiarchaeota archaeon isolate 6Rcc_62 [Lokiarchaeia 6Rcc_62]
  - Spezies Ca. Promethearchaeota/Lokiarchaeota archaeon isolate CSSed165cm_327R1 (NCBI) [Lokiarchaeales archaeon CSSed165cm_327R1] – Fundort: Hypersaliner Sodasee (Ozero Petuhovskoe, russisch озеро Петуховское) bei Severka
  - Spezies Ca. Promethearchaeota/Lokiarchaeota AS27yjCOA_147 (NCBI) „basal stehend“; – Fundort: anaerobe Vergärung von organischen Abfällen

- ?Ordnung „Helarchaeales“ – in der GTDB und bei Zhang et al. (2025) als Ordnung Helarchaeales der Klasse Lokiarchaeia (= Promethearchaeia) untergeordnet

- ohne nähere Zuordnung (auszugsweise):
  - Spezies Promethearchaeota archaeon isolate E29_bin63 (NCBI), mit
    - Stamm E29_bin63 – Fundort: Metagenom von marinem Tiefsee-Sediment im Golf von Mexiko in Verbindung mit Erdölaustritte, siehe Asgardviren

Anmerkungen:
1. Die vielen Synonyme von Promethearchaeota resultieren insbesondere daher, dass einige Mitgliedskladen früher im Rang eines Phylums gesehen wurden, und ihr Bezeichner ein entsprechendes Suffix (‚-ota‘, meist ‚-archaeota‘) trug. Diese Kladen werden heute oft als Klassen (mit einem entsprechenden neuen Suffix, etwa ‚-archaeia‘) innerhalb des Phylums Promethearchaeota gesehen. Die alten Bezeichner auf der Rang-Ebene der Phyla werden damit formal zu Synonymen für das heutige Phylum. Die inhaltliche Entsprechung ist aber die eines Subsets (in der Regel einer Klasse). In der obigen Liste sind diese formalen Synonyme von den inhaltlichen durch einen Bindestrich (‚—‘) abgesetzt.
2. Die GTDB (Tree View) kennt keine Reiche. Da die Asgard-Archaeen dort mit dem Rang eines Phylums auftreten, gibt es keine Entsprechung zum Taxon Promethearchaeota.

## Phylogenie
Die Genome Taxonomy Database (GTDB) benutzt für dieselben Kladen niedrigere taxonomische Rangstufen. Sie fasst die Gruppe der Asgard-Archaeen als Phylum (Stamm) Asgardarchaeota auf. Die aus den Lokiarchaeota und ihrer Schwestergruppe Helarchaeota bestehende Klade rangiert dort als Klasse Lokiarchaeia mit den Ordnungen Helarchaeales (≙ Helarchaeota) und Sigynarchaeales (≙ Prometharchaeales).
Die obige Phylogenie stellt sich daher in der Taxonomie nach der GTDB im Detail wie folgt dar:
|                                                 | Promethearchaeum syntrophicum                                                                           |
|                                                 | |
| .                                               | \| \| „Ca. Harpocratesius repetitus“[26] \| \| \| \| \| \| „Ca. Lokiarchaeum ossiferum“[26] \| \| \| \| |
|                                                 | \| \| „Ca. Harpocratesius repetitus“[26] \| \| \| \| \| \| „Ca. Lokiarchaeum ossiferum“[26] \| \| \| \| |
|                                                 | AMARA-1                                                                                                 |
|                                                 | |
|                                                 | WJKO01                                                                                                  |
| Vorlage:Klade/Wartung/3 Vorlage:Klade/Wartung/4 | |
|                                                 | „Ca. Harpocratesius repetitus“                                                                          |
|                                                 | |
|                                                 | „Ca. Lokiarchaeum ossiferum“                                                                            |
|                                                 | |

|  | „Ca. Harpocratesius repetitus“ |
|  |                                |
|  | „Ca. Lokiarchaeum ossiferum“   |
|  |                                |

|                                                 | Promethearchaeum syntrophicum                                                                           |
|                                                 | |
| .                                               | \| \| „Ca. Harpocratesius repetitus“[26] \| \| \| \| \| \| „Ca. Lokiarchaeum ossiferum“[26] \| \| \| \| |
|                                                 | \| \| „Ca. Harpocratesius repetitus“[26] \| \| \| \| \| \| „Ca. Lokiarchaeum ossiferum“[26] \| \| \| \| |
|                                                 | AMARA-1                                                                                                 |
|                                                 | |
|                                                 | WJKO01                                                                                                  |
| Vorlage:Klade/Wartung/3 Vorlage:Klade/Wartung/4 | |
|                                                 | „Ca. Harpocratesius repetitus“                                                                          |
|                                                 | |
|                                                 | „Ca. Lokiarchaeum ossiferum“                                                                            |
|                                                 | |

|  | „Ca. Harpocratesius repetitus“ |
|  |                                |
|  | „Ca. Lokiarchaeum ossiferum“   |
|  |                                |

|                                                 | Promethearchaeum syntrophicum                                                                           |
|                                                 | |
| .                                               | \| \| „Ca. Harpocratesius repetitus“[26] \| \| \| \| \| \| „Ca. Lokiarchaeum ossiferum“[26] \| \| \| \| |
|                                                 | \| \| „Ca. Harpocratesius repetitus“[26] \| \| \| \| \| \| „Ca. Lokiarchaeum ossiferum“[26] \| \| \| \| |
|                                                 | AMARA-1                                                                                                 |
|                                                 | |
|                                                 | WJKO01                                                                                                  |
| Vorlage:Klade/Wartung/3 Vorlage:Klade/Wartung/4 | |
|                                                 | „Ca. Harpocratesius repetitus“                                                                          |
|                                                 | |
|                                                 | „Ca. Lokiarchaeum ossiferum“                                                                            |
|                                                 | |

|  | „Ca. Harpocratesius repetitus“ |
|  |                                |
|  | „Ca. Lokiarchaeum ossiferum“   |
|  |                                |

|                                                 | Promethearchaeum syntrophicum                                                                           |
|                                                 | |
| .                                               | \| \| „Ca. Harpocratesius repetitus“[26] \| \| \| \| \| \| „Ca. Lokiarchaeum ossiferum“[26] \| \| \| \| |
|                                                 | \| \| „Ca. Harpocratesius repetitus“[26] \| \| \| \| \| \| „Ca. Lokiarchaeum ossiferum“[26] \| \| \| \| |
|                                                 | AMARA-1                                                                                                 |
|                                                 | |
|                                                 | WJKO01                                                                                                  |
| Vorlage:Klade/Wartung/3 Vorlage:Klade/Wartung/4 | |
|                                                 | „Ca. Harpocratesius repetitus“                                                                          |
|                                                 | |
|                                                 | „Ca. Lokiarchaeum ossiferum“                                                                            |
|                                                 | |

|  | „Ca. Harpocratesius repetitus“ |
|  |                                |
|  | „Ca. Lokiarchaeum ossiferum“   |
|  |                                |

|                                                 | Promethearchaeum syntrophicum                                                                           |
|                                                 | |
| .                                               | \| \| „Ca. Harpocratesius repetitus“[26] \| \| \| \| \| \| „Ca. Lokiarchaeum ossiferum“[26] \| \| \| \| |
|                                                 | \| \| „Ca. Harpocratesius repetitus“[26] \| \| \| \| \| \| „Ca. Lokiarchaeum ossiferum“[26] \| \| \| \| |
|                                                 | AMARA-1                                                                                                 |
|                                                 | |
|                                                 | WJKO01                                                                                                  |
| Vorlage:Klade/Wartung/3 Vorlage:Klade/Wartung/4 | |
|                                                 | „Ca. Harpocratesius repetitus“                                                                          |
|                                                 | |
|                                                 | „Ca. Lokiarchaeum ossiferum“                                                                            |
|                                                 | |

|  | „Ca. Harpocratesius repetitus“ |
|  |                                |
|  | „Ca. Lokiarchaeum ossiferum“   |
|  |                                |

|                                                 | Promethearchaeum syntrophicum                                                                           |
|                                                 | |
| .                                               | \| \| „Ca. Harpocratesius repetitus“[26] \| \| \| \| \| \| „Ca. Lokiarchaeum ossiferum“[26] \| \| \| \| |
|                                                 | \| \| „Ca. Harpocratesius repetitus“[26] \| \| \| \| \| \| „Ca. Lokiarchaeum ossiferum“[26] \| \| \| \| |
|                                                 | AMARA-1                                                                                                 |
|                                                 | |
|                                                 | WJKO01                                                                                                  |
| Vorlage:Klade/Wartung/3 Vorlage:Klade/Wartung/4 | |
|                                                 | „Ca. Harpocratesius repetitus“                                                                          |
|                                                 | |
|                                                 | „Ca. Lokiarchaeum ossiferum“                                                                            |
|                                                 | |

|  | „Ca. Harpocratesius repetitus“ |
|  |                                |
|  | „Ca. Lokiarchaeum ossiferum“   |
|  |                                |

|                                                 | Promethearchaeum syntrophicum                                                                           |
|                                                 | |
| .                                               | \| \| „Ca. Harpocratesius repetitus“[26] \| \| \| \| \| \| „Ca. Lokiarchaeum ossiferum“[26] \| \| \| \| |
|                                                 | \| \| „Ca. Harpocratesius repetitus“[26] \| \| \| \| \| \| „Ca. Lokiarchaeum ossiferum“[26] \| \| \| \| |
|                                                 | AMARA-1                                                                                                 |
|                                                 | |
|                                                 | WJKO01                                                                                                  |
| Vorlage:Klade/Wartung/3 Vorlage:Klade/Wartung/4 | |
|                                                 | „Ca. Harpocratesius repetitus“                                                                          |
|                                                 | |
|                                                 | „Ca. Lokiarchaeum ossiferum“                                                                            |
|                                                 | |

|  | „Ca. Harpocratesius repetitus“ |
|  |                                |
|  | „Ca. Lokiarchaeum ossiferum“   |
|  |                                |

|                                                 | Promethearchaeum syntrophicum                                                                           |
|                                                 | |
| .                                               | \| \| „Ca. Harpocratesius repetitus“[26] \| \| \| \| \| \| „Ca. Lokiarchaeum ossiferum“[26] \| \| \| \| |
|                                                 | \| \| „Ca. Harpocratesius repetitus“[26] \| \| \| \| \| \| „Ca. Lokiarchaeum ossiferum“[26] \| \| \| \| |
|                                                 | AMARA-1                                                                                                 |
|                                                 | |
|                                                 | WJKO01                                                                                                  |
| Vorlage:Klade/Wartung/3 Vorlage:Klade/Wartung/4 | |
|                                                 | „Ca. Harpocratesius repetitus“                                                                          |
|                                                 | |
|                                                 | „Ca. Lokiarchaeum ossiferum“                                                                            |
|                                                 | |

|  | „Ca. Harpocratesius repetitus“ |
|  |                                |
|  | „Ca. Lokiarchaeum ossiferum“   |
|  |                                |

Nach Wu et al. (2022) ist Ca. Harpocratesius repetitus eng verwandt mit Promethearchaeum syntrophicum.